# Каролінська коробчаста черепаха
Каролінська коробчаста черепаха (Terrapene carolina) — вид коробчастої черепахи, що складається з шести підвидів. Поширена на території східної частини США і в Мексиці. Ця черепаха має панцир маслинового кольору і жовті плями на шиї.